# Serjania grandis
Serjania grandis là một loài thực vật có hoa trong họ Bồ hòn. Loài này được Seem. miêu tả khoa học đầu tiên năm 1853.